# Predrag Đajić
Predrag Đajić (en serbi: Предраг Ђајић) (1 de maig de 1922 - 13 de maig de 1979) fou un futbolista serbo-bosnià de la dècada de 1940.
Fou 17 cops internacional amb la selecció iugoslava.
Després de la guerra fou un dels fundadors de l'Estrella Roja de Belgrad el 1945, on jugà fins a la seva retirada el 1955. Jugà 439 partits (143 a la lliga) i marcà 59 gols pel club.